# Etiopský kalendář
Etiopský kalendář je tradiční kalendář Etiopie a Etiopské pravoslavné církve. Je podobný koptskému kalendáři.

## Popis
Etiopský kalendář dělí čas pomocí upraveného juliánského kalendáře. Rok je rozdělen na 13 měsíců - dvanáct z nich trvá třicet dní a poslední měsíce pět nebo šest dní podle toho, zda je daný rok přestupný. Systém má své kořeny v etiopské církvi, která podobně jako ostatní pravoslavné církve neakceptovala zrušení juliánského kalendáře.